# Familia Cornescu
Familia Cornescu reprezintă o ramură a vechii familii boierești a Grecenilor, din acest motiv, în studiile genealogice, mai figurează și sub numele de Cornescu-Greceanu.

## Primii Cornești

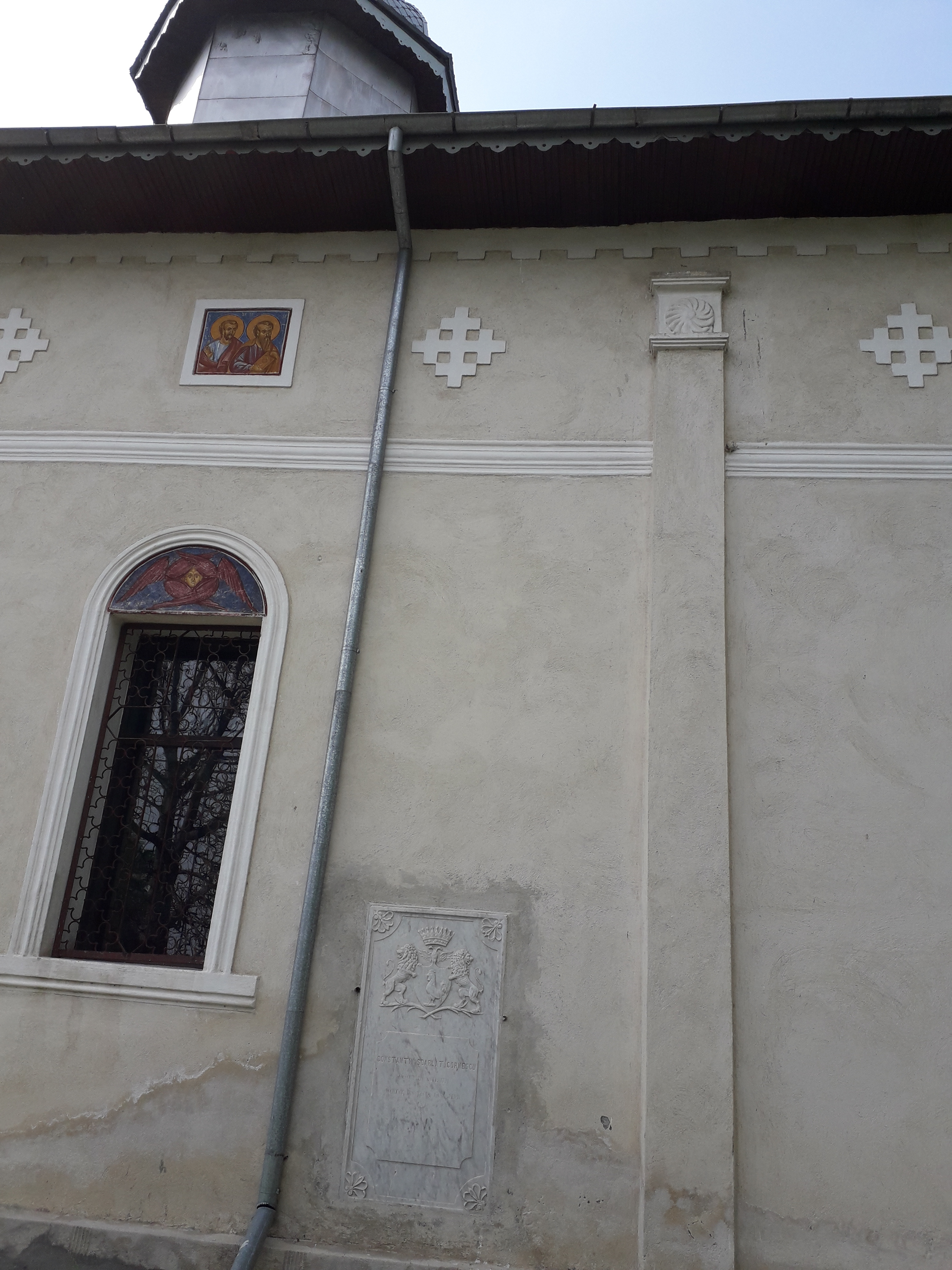
Biserica din Cornesti

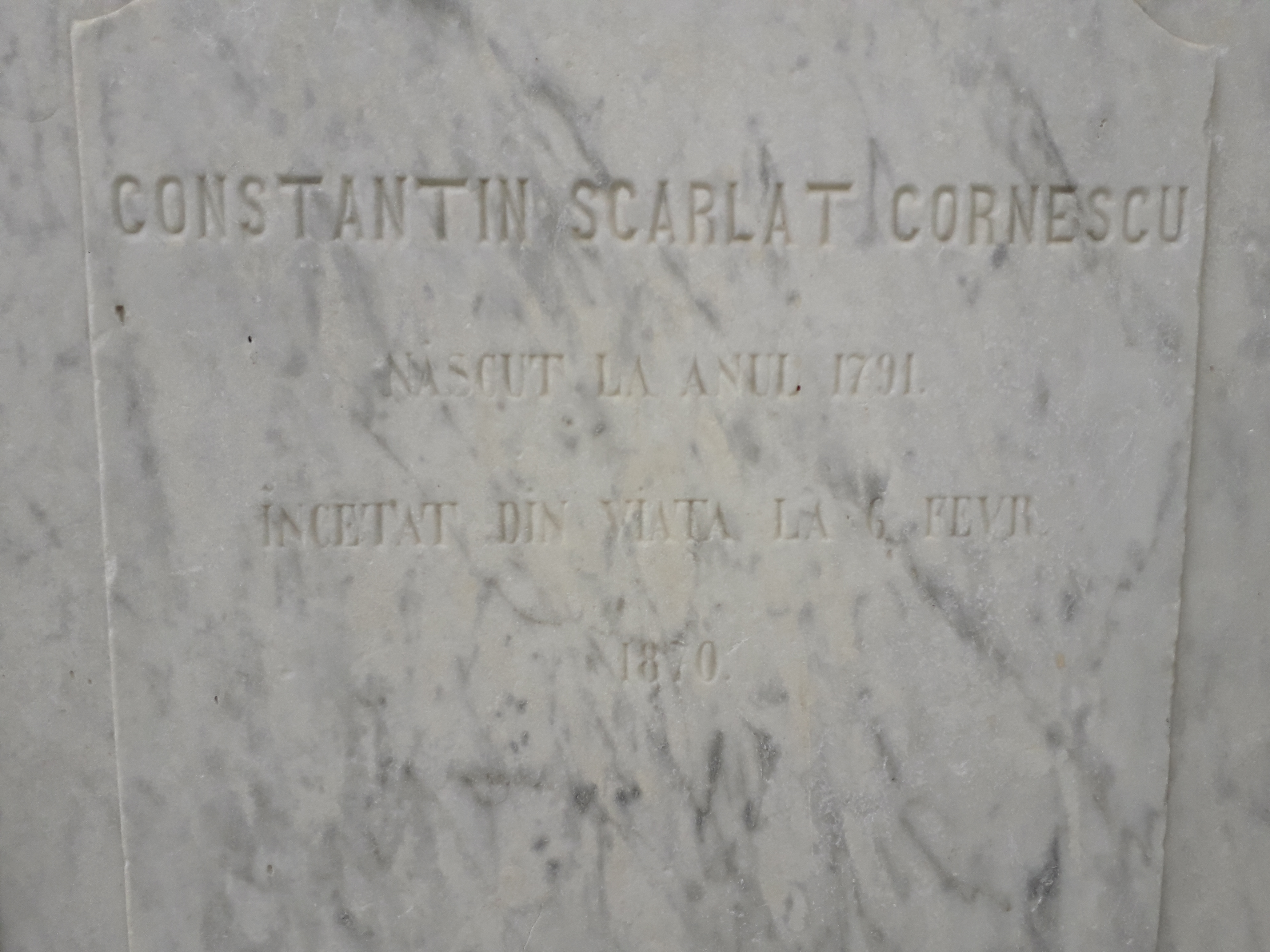
Piatra funerara

Cel care întemeiază familia este logofătul Șerban Greceanu, fratele cronicarului care, în 1714, se căsătorește cu cea de a patra fiica a domnitorului Constantin Brâncoveanu, Ilinca. Aceasta, aflată la a doua căsătorie (prima cu paharnicul Scarlatache Mavrocordat în 1698 ), primește ca zestre moșia Cornești din județul Dâmbovița. 
Din această căsătorie rezultă un fiu, Ioniță Greceanu-Cornescu, despre care nu se cunosc prea multe amănunte, afară de faptul că a avut mai mulți copii, primul dintre aceștia fiind Constantin Scarlat Greceanu (născut în 1760). Acesta din urmă se căsătorește cu Ecaterina Ghika (fiica marelui ban Dimitrie Ghika din prima căsătorie cu Eufrosina Caradja și are doi fii, Mihalache și Costache. 
Mihalache S. Cornescu, cel mai important reprezentant al familiei, se naște în 1783, conform datelor de pe monumentul funerar, astăzi dispărut. El este printre primii români licențiați în drept în Franța. La revenirea în țară urmează o strălucită carieră în administrație, ajungând până la rangul de Mare Vornic. În 1847 primește „diploma de boierie” de la domnitorul Gheorghe Bibescu ca semn de apreciere. Caracterul său, erudiția, activitatea politică și administrativă a acestuia îl impun ca pe unul dintre cei mai străluciți oameni ai epocii sale, epitaful scris de Ion Heliade-Rădulescu fiind grăitor în acest sens. Marele vornic Mihalache Cornescu moare la 17 martie 1863 fără urmași și este înmormântat la Mănăstirea Dealu, monumentul său funerar (ridicat de nepotul său, generalul Ioan C. Cornescu) fiind distrus în perioada când la mănăstire a fost tabăra de copii coreeni (1923-1954).
Constantin(Costache) Scarlat Cornescu, născut în 1791, urmează o carieră asemanătoare cu a fratelui său mai mare: licențiat în drept, Mare Logofăt, Caimacam (1842) și Logofăt Bisericesc - Ministru al Cultelor (1848). Cea mai mare parte a vieții sale a dus-o departe de tumultul polic al epocii, la conacul familiei din Cornești, dedicându-se vânătorii. Despre rarele perioade în care stătea în capitală, marele om polic și scriitor Ion Ghica povestește: În vara anului 1829 războiul era în toiul lui; boierii cei mai mulți erau trimiși pe afară, unii după coasa fânului pentru oștire, alții după proviant, alții ca comisari și dragomani pe lângă generalii corpurilor cari împresurau cetățile de pe malurile Dunării; cei cari mai rămăseseră în București se adunau ziua-noaptea la Cornescu, unde sta totdauna pe masă un morman de aur la dispozițiunea aceluia care avea cartea mai năzdrăvană . Moare la 6 februarie1870, la Cornești, mormântul său putând fi admirat și astăzi în biserica satului.Piatra funerara fiind aplicata pe peretele lateral al bisericii. În memoria sa, din 1997, biblioteca comunală din Cornești îi poartă numele.Urmasii acestuia fiind inca prezenti in comuna. 

## Urmașii marelui logofăt Costache Cornescu

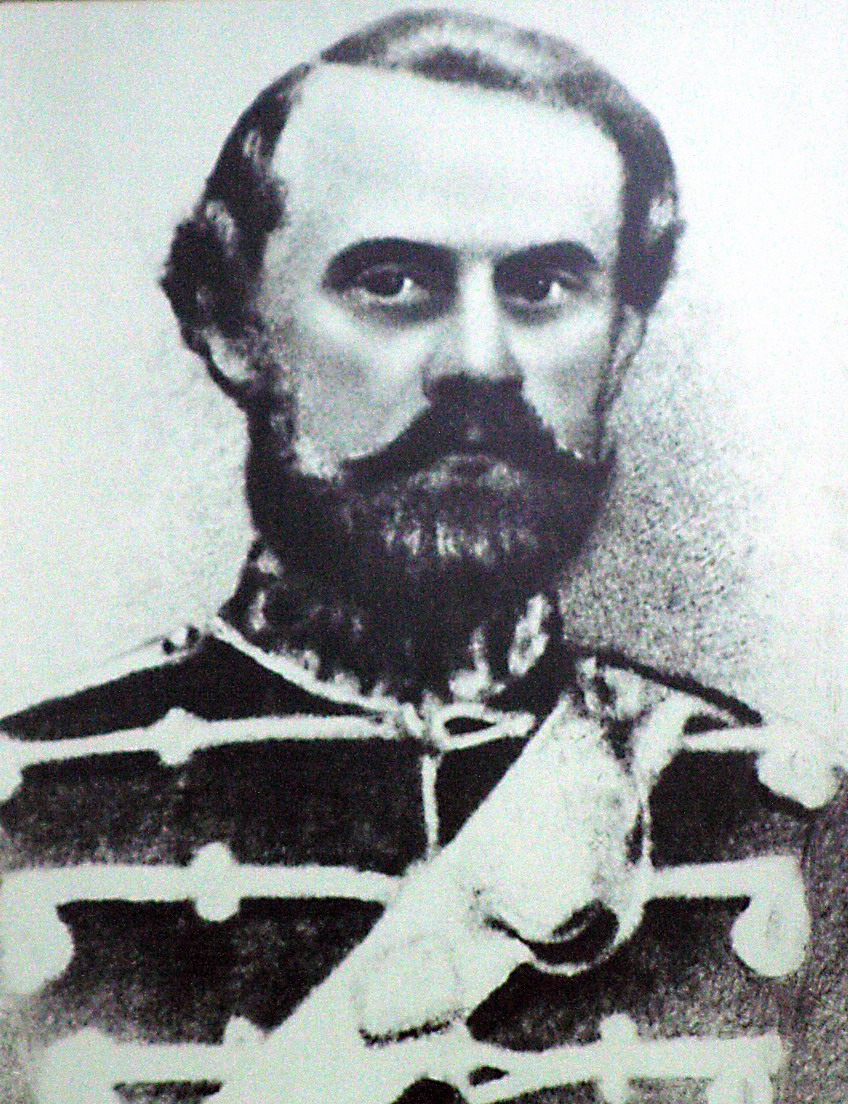
Generalul Ioan C. Cornescu

Marele logofăt Costache Cornescu are 2 fii: pe Ioan și Costache.
Ioan C. Cornescu, născut 1820, este primul român care a făcut studii militare în Franța, la Saumur. revenit în țară se stabilește în Moldova unde activează ca ofițer de cavalerie, urcând în ierarhia militară, întâi colonel apoi general. În perioada 16 august 1859 - 27 noiembrie 1859 este Ministru de Război în guvernul Manolache Costache Epureanu de la Iași . În 1874 se retrage din activitate dedicânduși timpul vânărorii, picturii și studierii tehnicilor militare. În 1885 publică tratatul „Cele Trei arme întrunite sau tactica divisionară”. Se căsătorește pe 24 februarie 1872 la Biserica Sărindar din București cu Helena Albulescu (născută în 1853), din familia Aristiței Romanescu, descendentă a Craioveștilor, cu care are trei copii: Ecaterina, Maria și Mihail. Moare la București în 1890 și este înhumat la Mănăstirea Dealu.
Costache C. Cornescu, născut c.1820, își face studiile juridice la Paris. În 1877 devine director al Teatrului Național, perioadă în care Macedonski îi dedică o frumoasă epigramă: Domnul Cornescu va schimba multe/În locul lirei răsunătoare/Peste fațada de la teatru/Va pune cornul de vânătoare. Adevărul epigramei rezidă din pasiunea lui Costache Cornescu pentru acest sport, publicând la București în 1874 „Manualul vânătorului”. Pentru a prefața lucrarea îl roagă pe bunul său prieten și tovarăș de vânătoare, Al. Odobescu, să-i scrie câteva rânduri, însă acele câteva rânduri s-au transformat în opera „Pseudo-Kineghetikos”. Tot legat de partidele de vânătoare, Ion Ghica, în corespondența cu Vasile Alecsandri, dedică pasaje pline de savoare „vărului Costache”. Se căsătorește cu Elena Manu. Moare după 4 aprilie 1906 când dă o dedicație autografă nepotului său Mișu pe ediția a doua a manualului vânătorului.
Ecaterina (Ticulina) Cornescu, născută în 1872, fiica generalului Cornescu, urmează la Paris Academia de Belle Arte, secția goblenuri, unde de altfel și moare în timpul studiilor. Este înhumată la Paris apoi, în 1906, rămășițele pământești sunt aduse în țară și depuse în cripta familiei de la Mănăstirea Dealu.
Despre sora sa, Maria (Marieta) Cornescu, nu se știe decât că a fost căsătorită cu un ofițer de cavalerie, Roiu.
Dintre copii generalului se distinge Mihail (Mihalache, Mișu) Cornescu, născut 1876. În buna tradiție a familiei, termină în 1897 cursurile de drept în Franța, la Sorbona. În țară este numit judecător la Găești, unde va deveni primar în 1907. Participă ca ofițer în Primul război mondial, după care va practica avocatura până în 1921. În acel an este numit Prefect de Dâmbovița din partea Partidului Conservator Democrat al lui Tache Ionescu, iar după dizolvarea partidului se va înscrie în Partidul Țărănesc al lui Ion Mihalache. Ca membru al acestui partid devine senator de Dâmbovița între anii 1929-1931, cunoscute fiind opiniile sale pro-carliste. După preluarea puterii de către comuniști, Mihail Cornescu suportă rigorile noului regim fiind pensionat obligatoriu, arestat și anchetat, mare parte a bunurilor fiindu-i confiscate. Moare la 29 septembrie 1954 și este înmormântat la Cimitirul Central din Târgoviște. 
În urma căsătorie cu Ecaterina Dudău (1890-1961), dintr-o familie înrudită cu Androneștii, rezultă un singur copil, Gabriela-Teodora Cristescu-Cornescu (născută 9 martie 1917 la Iași), ultimul descendent al acestei familii.